# Station Szamotuły
Station Szamotuły is een spoorwegstation in de Poolse plaats Szamotuły.